# Баптистерий (Падуя)
Баптистерий собора Падуи (итал. Battistero della Cattedrale) — отдельно стоящее здание, входящее в комплекс строений собора в Падуе. Внутренняя роспись баптистерия включает один из самых важных циклов фресок XIV века, шедевр Джусто де Менабуои. С 2021 года фрески баптистерия включены ЮНЕСКО в Список объектов всемирного наследия в составе фресковых циклов Падуи XIV века.

## История
Строительство Баптистерия началось в XII веке на фундаменте существовавших ранее построек; в следующем столетии он претерпел различные реконструкции и был освящен Гвидо, патриархом Градо, в 1281 году. В семидесятых годах XIV века баптистерий был отреставрирован и превращён в мавзолей сеньора города Франческо Старшего да Каррары и его супруги Фины, которые заказали расписать его интерьер, поручив работу Джусто де Менабуи. Фигура супруги с дочерьми появляется в эпизоде рождения Иоанна Крестителя и в люнете, где Иоанн Креститель преклонён перед Богородицей, написанном внутри готической арки, некогда возвышавшейся над могилой знатной четы. С падением власти Каррары в 1405 году венецианские солдаты разрушили монументальные гробницы и покрыли зеленой краской многочисленные эмблемы Франциска Старшего. В XX веке баптистерий несколько раз реставрировали, последняя крупная полная реставрация состоялась в 2020 году. В 2021 году фрески Баптистерия были включены в список объектов всемирного наследия ЮНЕСКО в составе циклов фресок Падуи XIV века.

## Описание

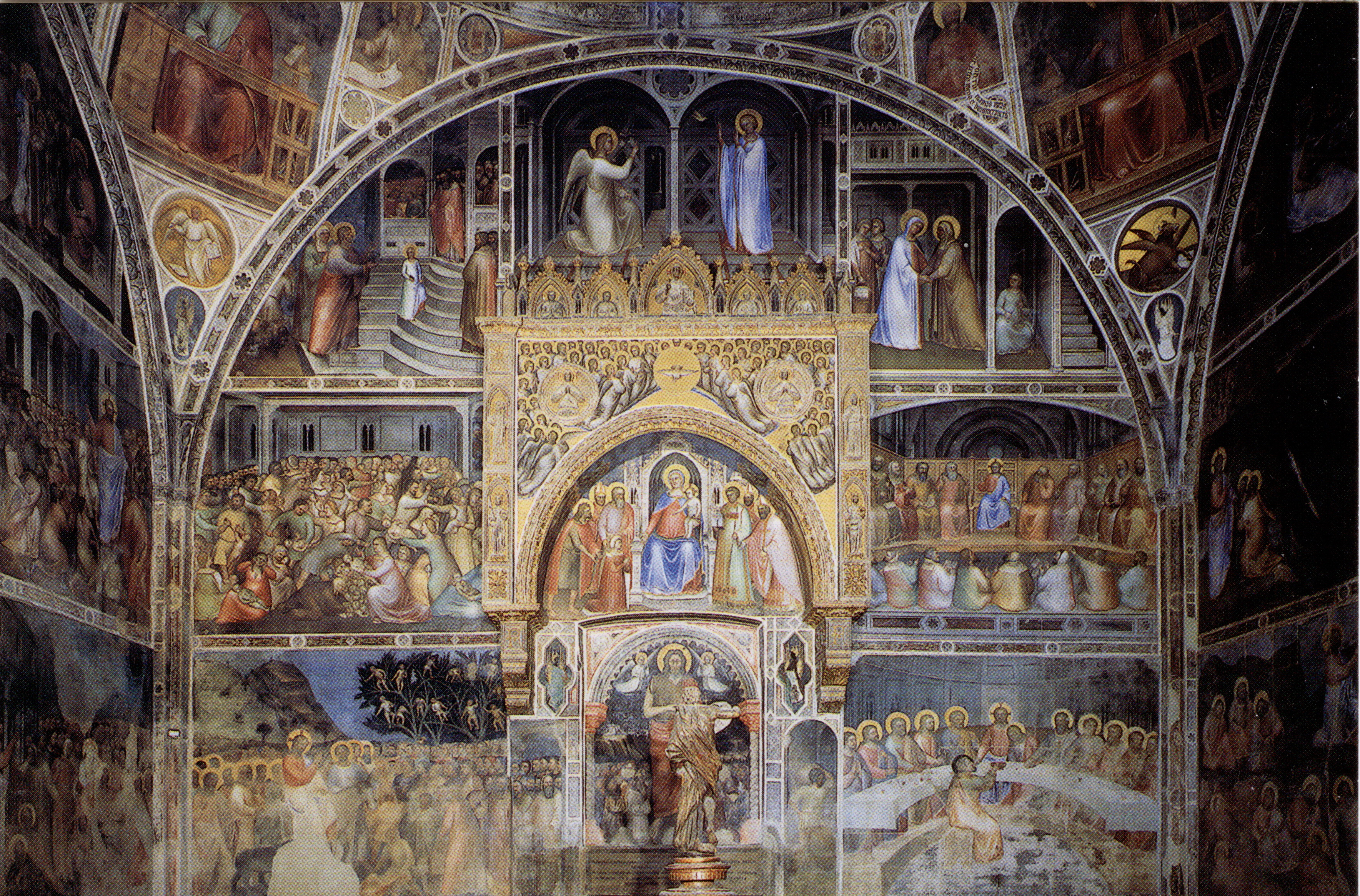
Одна из стен с фресками

Фрески, которыми украшен Баптистерий (1375—1376), считаются главным шедевром Джусто де Менабуи. В своей работе он опирался на более ранние работы своих предшественников в Падуе и в целом на новые тенденции в живописи, получившие стремительной развитие в эпоху раннего Возрождения. Центральное место в росписи занимает Рай в куполе Баптистерия: сцена организована вокруг Христа Пантократора, от которого исходят многослойные солнечные лучи к фигурам ангелов и святых, чьи нимбы в стройных рядах напоминают великолепную работу ювелира. В центре Рая также находится молящаяся Богородица, ведущая воинство избранных и посредница между Христом и человечеством, в синей мантии, расположенная на оси с фигурой Христа Пантократора. Фрески боковых стен изображают эпизоды из жизни святого Иоанна Крестителя (слева от входа), Марии и Иисуса. Чтобы актуализировать события Священной истории, среди событий Нового Завета помещены фигуры каррарского двора XIV века.
На стене, прилегающей к алтарю, изображено Распятие и сошествие Святого Духа (фреска на куполе алтаря). Алтарь представляет полиптих работы Джусто деи Менабуи. Стенах вокруг алтаря, в апсиде, расписаны фантастическими фигурами и изображениями, вдохновлёнными Откровением Иоанна.
Барабан купола расписан сюжетами «Книги Бытия», на парусах — фигурами Пророков и евангелистов, при этом Джусто деи Менабуи продемонстрировал отход от византийских канонов, фигуры помещены им в реалистичные, детально прорисованные интерьеры. В «Истории Христа и Крестителя» тонко прорисованная архитектура проявляется на стенах, куда живописец вставил свои торжественные и всё ещё статичные изображения святых. Однако в окружающих эпизодах изображение кажется более свободным, например, в «Свадьбе в Кане», где группа слуг естественно перемещается по помещению, в отличие от статичных гостей. Исследователи творчества художника отмечают, что Джусто намеренно использовал ретро-эффекты, которые служили его выразительным и символическим целям.
В сцене сотворения мира Зодиак служит представлению Христа, как владыки времени и Вселенной. Бог-Отец может прервать ход природных событий, чтобы проявить свою волю человеку: например, во время трехчасового солнечного затмения, сопровождавшего агонию и смерть Иисуса. Через представленных в сцене ангелов Бог-Отец господствует и нейтрализует влияние древних демонов на подлунный мир. А с помощью Зодиака он воспроизводит аристотелевское разделение между астральным и подлунным миром.

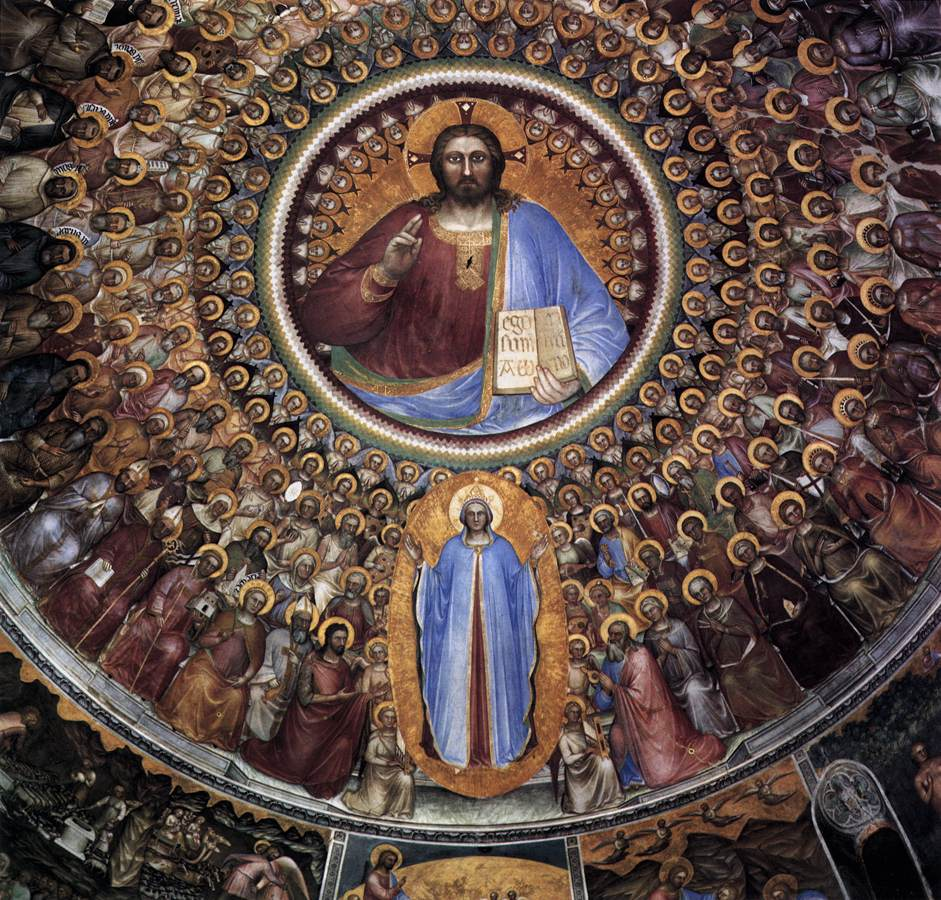
Свод баптистерия
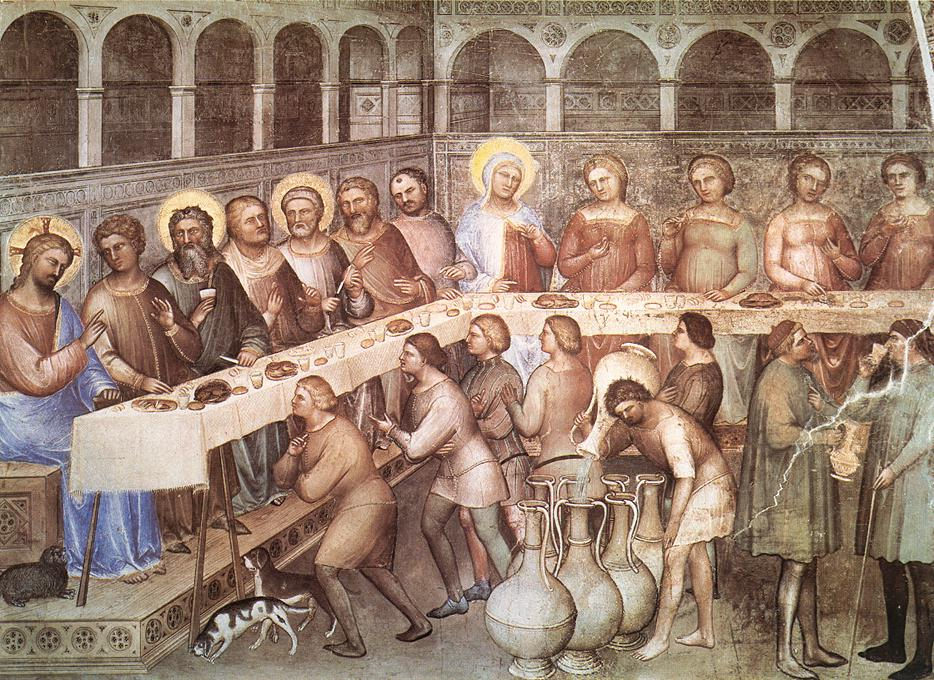
Свадьба в Кане, Баптистерий Падуи.
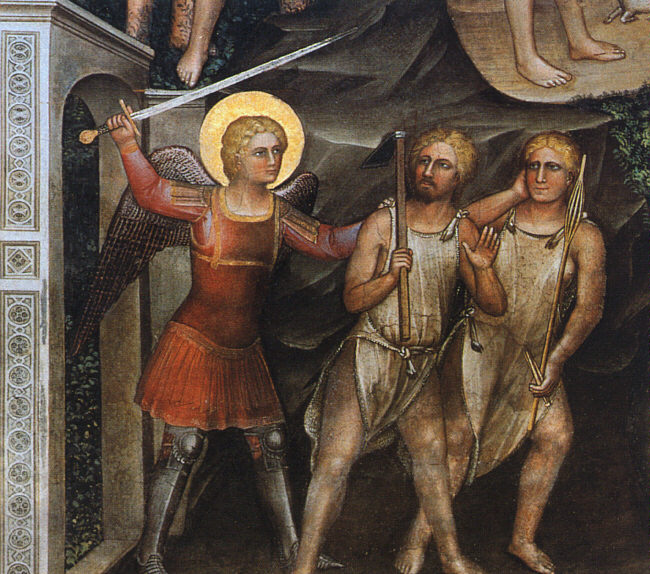
Изгнание Адама и Евы, Баптистерий Падуи.
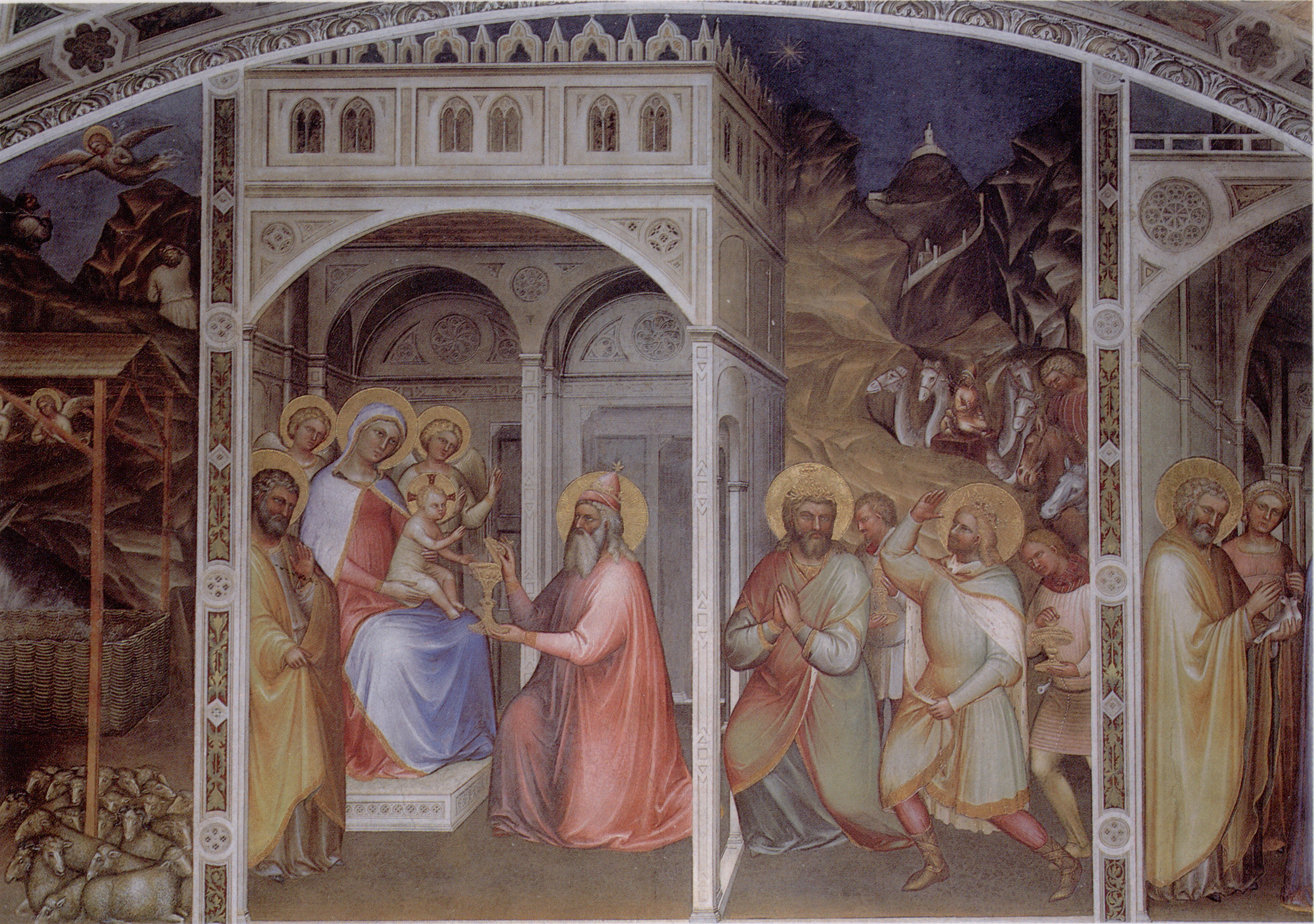
Три короля, баптистерий Падуи
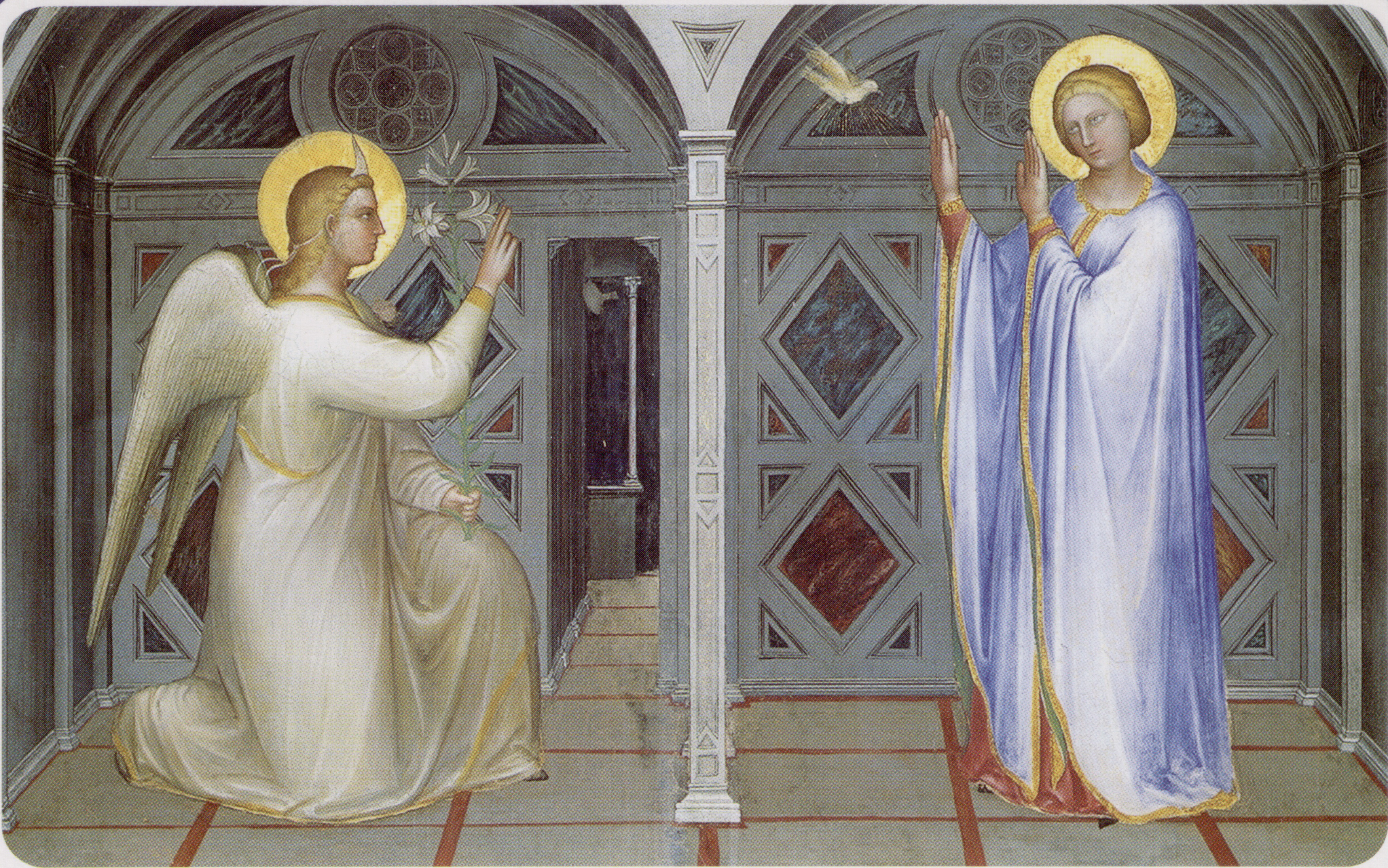
Благовещение, Баптистерий Падуи.
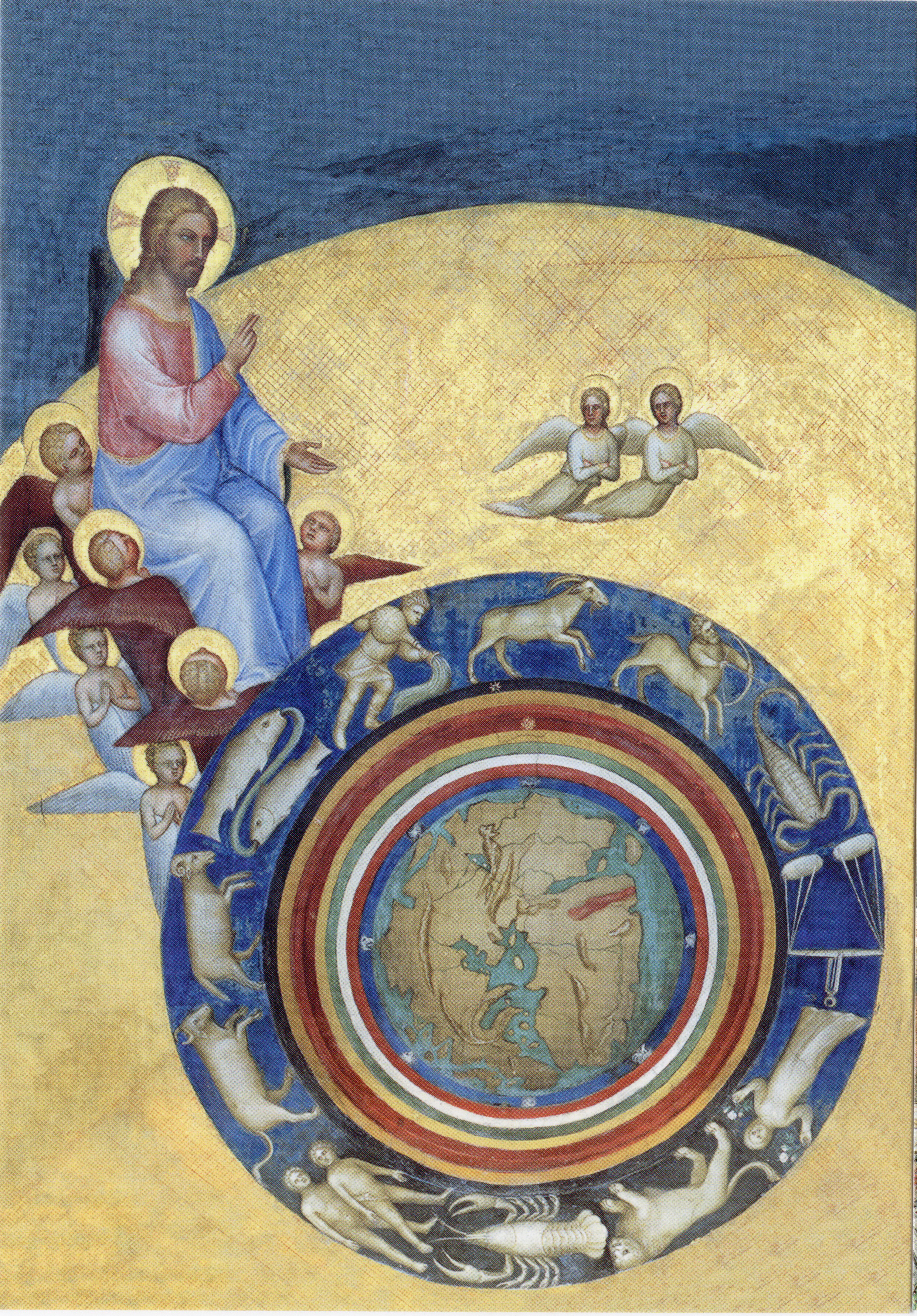
Сотворение мира, Баптистерий Падуи.